# Дзежгувек (Мазовецьке воєводство)
Дзежгувек (пол. Dzierzgówek) — село в Польщі, у гміні Дзежгово Млавського повіту Мазовецького воєводства.
Населення — 125 осіб (2011).
У 1975-1998 роках село належало до Цехановського воєводства.

## Демографія
Демографічна структура станом на 31 березня 2011 року:
|          | Загалом | Допрацездатний вік | Працездатний вік | Постпрацездатний вік |
| -------- | ------- | ------------------ | ---------------- | -------------------- |
| Чоловіки | 68      | 12                 | 45               | 11                   |
| Жінки    | 57      | 9                  | 32               | 16                   |
| Разом    | 125     | 21                 | 77               | 27                   |